# Estatísticas da carreira de Marcelo Melo
Esta é uma lista com as principais estatísticas da carreira do tenista profissional brasileiro Marcelo Melo cuja carreira profissional começou em 1998. Até à data, Melo ganhou trinta e quatro títulos da ATP em duplas e seu maior ranking de duplas é o número 1, alcançado em 2 de novembro de 2015.

## Linha do tempo em desempenho
- Atualizado até ...

| Torneio                         | 2003  | 2004  | 2005          | 2006          | 2007          | 2008  | 2009          | 2010          | 2011          | 2012  | 2013          | 2014          | 2015          | 2016  | 2017          | 2018          | 2019          | 2020          | 2021  | SR       | V–D      |          |
| ------------------------------- | ----- | ----- | ------------- | ------------- | ------------- | ----- | ------------- | ------------- | ------------- | ----- | ------------- | ------------- | ------------- | ----- | ------------- | ------------- | ------------- | ------------- | ----- | -------- | -------- | -------- |
| Grand Slams – Duplas Masculinas |       |       |               |               |               |       |               |               |               |       |               |               |               |       |               |               |               |               |       |          |          |          |
| Australian Open                 | A     | A     | A             | A             | A             | 1R    | 2R            | 1R            | 1R            | 1R    | 1R            | 3R            | SF            | 3R    | 3R            | QF            | A             | 2R            |       | 0 / 12   | 15–12    |          |
| Representação Nacional          |       |       |               |               |               |       |               |               |               |       |               |               |               |       |               |               |               |               |       |          |          |          |
| Olimpíadas                      | NR    | A     | Não Realizado | Não Realizado | Não Realizado | 2R    | Não Realizado | Não Realizado | Não Realizado | QF    | Não Realizado | Não Realizado | Não Realizado | QF    | Não Realizado | Não Realizado | Não Realizado | Não Realizado |       | 0 / 3    | 5–3      |          |
| Estatísticas da carreira        |       |       |               |               |               |       |               |               |               |       |               |               |               |       |               |               |               |               |       |          |          |          |
|                                 | 2003  | 2004  | 2005          | 2006          | 2007          | 2008  | 2009          | 2010          | 2011          | 2012  | 2013          | 2014          | 2015          | 2016  | 2017          | 2018          | 2019          | 2020          | 2021  | Carreira | Carreira | Carreira |
| Títulos / Finais                | 0 / 0 | 0 / 0 | 0 / 0         | 0 / 0         | 1 / 1         | 4 / 5 | 1 / 4         | 1 / 4         | 2 / 5         | 1 / 2 | 2 / 3         | 1 / 6         | 6 / 7         | 3 / 4 | 6 / 10        | 4 / 5         | 1 / 5         | 2 / 3         | 0 / 0 | 35 / 65  | 35 / 65  |          |
| Vitórias–Derrotas no Geral      | 0–0   | 1–1   | 0–0           | 0–0           | 18–11         | 42–23 | 32–30         | 29–30         | 38–27         | 44–27 | 34–26         | 44–25         | 54–17         | 44–26 | 52–18         | 42–22         | 48–25         | 21–13         | 0–0   | 543–321  | 62.85%   |          |
| Ranking de final de ano         | 430   | 186   | 147           | 116           | 34            | 19    | 36            | 39            | 27            | 20    | 6             | 6             | 1             | 8     | 1             | 9             | 7             | 10            |       |          |          |          |

## Finais significativas

### Grand Slam

#### Duplas: 4 (2 títulos, 2 vices)
| Resultado | Ano  | Campeonato    | Superfície | Parceiro     | Oponentes                | Placar                         |
| --------- | ---- | ------------- | ---------- | ------------ | ------------------------ | ------------------------------ |
| Derrota   | 2013 | Wimbledon     | Grama      | Ivan Dodig   | Bob Bryan Mike Bryan     | 6-3, 3-6, 4-6, 4-6             |
| Vitória   | 2015 | Roland-Garros | Saibro     | Ivan Dodig   | Bob Bryan Mike Bryan     | 6–7(5–7), 7–6(7–5), 7–5        |
| Vitória   | 2017 | Wimbledon     | Grama      | Łukasz Kubot | Oliver Marach Mate Pavić | 5–7, 7–5, 7–6(7–2), 3–6, 13–11 |
| Derrota   | 2018 | US Open       | Duro       | Łukasz Kubot | Mike Bryan Jack Sock     | 3–6, 1–6                       |

#### Duplas Mistas: 1 (1 vice)
| Resultado | Ano  | Campeonato    | Superfície | Parceiro   | Oponentes              | Placar                |
| --------- | ---- | ------------- | ---------- | ---------- | ---------------------- | --------------------- |
| Derrota   | 2009 | Roland-Garros | Saibro     | Vania King | Bob Bryan Liezel Huber | 7–5, 6–7(5–7), [7–10] |

### Campeonatos de Final-de-Ano

#### Duplas: 2 (2 vices)
| Resultado | Ano  | Campeonato          | Superfície | Parceiro     | Oponentes                 | Placar                |
| --------- | ---- | ------------------- | ---------- | ------------ | ------------------------- | --------------------- |
| Derrota   | 2014 | ATP Finals, Londres | Duro (i)   | Ivan Dodig   | Bob Bryan Mike Bryan      | 7–6(7–5), 2–6, [7–10] |
| Derrota   | 2017 | ATP Finals, Londres | Duro (i)   | Łukasz Kubot | Henri Kontinen John Peers | 4–6, 2–6              |

## Finais ATP Tour

### Duplas: 49 (34 títulos, 29 vices)
| Legenda                           |
| --------------------------------- |
| Grand Slam (2–2)                  |
| ATP World Tour Finals (0–2)       |
| ATP World Tour Masters 1000 (9–6) |
| ATP World Tour 500 Series (8–10)  |
| ATP World Tour 250 Series (15–9)  |

| Títulos por Superfície |
| ---------------------- |
| Duro (21–19)           |
| Saibro (9–5)           |
| Grama (2–5)            |

| Finais por configuração |
| ----------------------- |
| Outdoor (27–22)         |
| Indoor (6–7)            |

| Resultado | No. | Data                    | Torneio                           | Superfície | Parceiro      | Oponentes                               | Placar                         |
| --------- | --- | ----------------------- | --------------------------------- | ---------- | ------------- | --------------------------------------- | ------------------------------ |
| Campeão   | 1.  | 29 de Abril de 2007     | Estoril, Portugal                 | Saibro     | André Sá      | Martín García Sebastián Prieto          | 3–6, 6–2, [10–6]               |
| Campeão   | 2.  | 6 de Janeiro de 2008    | Adelaide, Austrália               | Duro       | Martín García | Chris Guccione Robert Smeets            | 6–3, 3–6, [10–7]               |
| Campeão   | 3.  | 11 de Fevereiro de 2008 | Costa do Sauípe, Brasil           | Saibro     | André Sá      | Albert Montañés Santiago Ventura        | 4–6, 6–2, [10–7]               |
| Campeão   | 4.  | 18 de Maio de 2008      | Pörtschach, Áustria               | Saibro     | André Sá      | Julian Knowle Jürgen Melzer             | 7–5, 6–7(3–7), [13–11]         |
| Finalista | 1.  | 9 de Junho de 2008      | Londres, Inglaterra               | Grama      | André Sá      | Daniel Nestor Nenad Zimonjić            | 4–6, 6–7(3–7)                  |
| Campeão   | 5.  | 17 de Agosto de 2008    | New Haven, Estados Unidos         | Duro       | André Sá      | Mahesh Bhupathi Mark Knowles            | 7–5, 6–2                       |
| Finalista | 2.  | 1 de Março de 2009      | Delray Beach, Estados Unidos      | Duro       | André Sá      | Bob Bryan Mike Bryan                    | 4–6, 4–6                       |
| Campeão   | 6.  | 25 de Maio de 2009      | Kitzbühel, Áustria                | Saibro     | André Sá      | Andrei Pavel Horia Tecău                | 6–7(9–11), 6–2, [10–7]         |
| Finalista | 3.  | 14 de Junho de 2009     | Londres, Inglaterra               | Grama      | André Sá      | Wesley Moodie Mikhail Youzhny           | 4–6, 6–4, [6–10]               |
| Finalista | 4.  | 26 de Julho de 2009     | Hamburgo, Alemanha                | Saibro     | Filip Polášek | Simon Aspelin Paul Hanley               | 3–6, 3–6                       |
| Finalista | 5.  | 11 de Janeiro de 2010   | Auckland, Nova Zelândia           | Duro       | Bruno Soares  | Marcus Daniell Horia Tecău              | 5–7, 4–6                       |
| Campeão   | 7.  | 22 de Maio de 2010      | Nice, França                      | Saibro     | Bruno Soares  | Rohan Bopanna Aisam-ul-Haq Qureshi      | 1–6, 6–3, [10–5]               |
| Finalista | 6.  | 1 de Agosto de 2010     | Gstaad, Suíça                     | Saibro     | Bruno Soares  | Johan Brunström Jarkko Nieminen         | 3–6, 7–6(7–4), [9–11]          |
| Finalista | 7.  | 26 de Setembro de 2010  | Metz, França                      | Duro       | Bruno Soares  | Dustin Brown Rogier Wassen              | 3–6, 3–6                       |
| Campeão   | 8.  | 5 de Fevereiro de 2011  | Santiago, Chile                   | Saibro     | Bruno Soares  | Łukasz Kubot Oliver Marach              | 6–3, 7–6(7–3)                  |
| Campeão   | 9.  | 12 de Fevereiro de 2011 | Costa do Sauípe, Brasil           | Saibro     | Bruno Soares  | Pablo Andújar Daniel Gimeno-Traver      | 7–6(7–4), 6–3                  |
| Finalista | 8.  | 26 de Fevereiro de 2011 | Acapulco, México                  | Saibro     | Bruno Soares  | Victor Hănescu Horia Tecău              | 1–6, 3–6                       |
| Finalista | 9.  | 25 de Setembro de 2011  | Metz, França                      | Duro (i)   | Lukáš Dlouhý  | Jamie Murray André Sá                   | 4–6, 6–7(7–9)                  |
| Finalista | 10. | 23 de Outubro de 2011   | Estocolmo, Suécia                 | Duro (i)   | Bruno Soares  | Rohan Bopanna Aisam-ul-Haq Qureshi      | 1–6, 3–6                       |
| Finalista | 11. | 26 de Fevereiro de 2012 | Memphis, Estados Unidos           | Duro (i)   | Ivan Dodig    | Max Mirnyi Daniel Nestor                | 6–4, 5–7, [7–10]               |
| Campeão   | 10. | 21 de Outubro de 2012   | Estocolmo, Suécia                 | Duro (i)   | Bruno Soares  | Robert Lindstedt Nenad Zimonjić         | 6–7(4–7), 7–5, [10–6]          |
| Campeão   | 11. | 6 de Janeiro de 2013    | Brisbane, Austrália               | Duro       | Tommy Robredo | Eric Butorac Paul Hanley                | 4–6, 6–1, [10–5]               |
| Finalista | 12. | 6 de Julho de 2013      | Londres, Inglaterra               | Grama      | Ivan Dodig    | Bob Bryan Mike Bryan                    | 6-3, 3-6, 4-6, 4-6             |
| Campeão   | 12. | 13 de Outubro de 2013   | Xangai, China                     | Duro       | Ivan Dodig    | David Marrero Fernando Verdasco         | 7–6(7-2), 6–7(6–8), [10–2]     |
| Campeão   | 13. | 11 de Janeiro de 2014   | Auckland, Nova Zelândia           | Duro       | Julian Knowle | Alexander Peya Bruno Soares             | 4–6, 6–3, [10–5]               |
| Finalista | 13. | 22 de Fevereiro de 2014 | Rio de Janeiro, Brasil            | Saibro     | David Marrero | Juan Sebastián Cabal Robert Farah       | 4-6, 2-6                       |
| Finalista | 14. | 20 de Abril de 2014     | Monte Carlo, Mônaco               | Saibro     | Ivan Dodig    | Bob Bryan Mike Bryan                    | 3-6, 6-3, [8-10]               |
| Finalista | 15. | 10 de Agosto de 2014    | Toronto, Canadá                   | Duro       | Ivan Dodig    | Alexander Peya Bruno Soares             | 4-6, 3-6                       |
| Finalista | 16. | 5 de Outubro de 2014    | Tóquio, Japão                     | Duro       | Ivan Dodig    | Pierre-Hugues Herbert Michał Przysiężny | 3–6, 7–6(7–3), [5–10]          |
| Finalista | 17. | 16 de Novembro de 2014  | ATP World Tour Finals, Inglaterra | Duro       | Ivan Dodig    | Bob Bryan Mike Bryan                    | 7-6(7-5), 2-6, [7–10]          |
| Campeão   | 14. | 1 de Março de 2015      | Acapulco, México                  | Duro       | Ivan Dodig    | Mariusz Fyrstenberg Santiago González   | 7-6(7-2), 5-7, [10–3]          |
| Campeão   | 15. | 6 de Junho de 2015      | Paris, França                     | Saibro     | Ivan Dodig    | Bob Bryan Mike Bryan                    | 6–7(5–7), 7–6(7–5), 7–5        |
| Finalista | 18. | 8 de Agosto de 2015     | Washington, Estados Unidos        | Duro       | Ivan Dodig    | Bob Bryan Mike Bryan                    | 4–6, 2–6                       |
| Campeão   | 16. | 11 de Outubro de 2015   | Tóquio, Japão                     | Duro       | Raven Klaasen | Juan Sebastián Cabal Robert Farah       | 7–6(7–5), 3–6, [10–7]          |
| Campeão   | 17. | 18 de Outubro de 2015   | Xangai, China                     | Duro       | Raven Klaasen | Simone Bolelli Fabio Fognini            | 6–3, 6–3                       |
| Campeão   | 18. | 25 de Outubro de 2015   | Viena, Áustria                    | Duro       | Łukasz Kubot  | Jamie Murray John Peers                 | 4–6, 7–6(7–3), [10–6]          |
| Campeão   | 19. | 8 de Novembro de 2015   | Paris, França                     | Duro       | Ivan Dodig    | Vasek Pospisil Jack Sock                | 2–6, 6–3, [10–5]               |
| Finalista | 19. | 25 de Junho de 2016     | Nottingham, Reino Unido           | Grama      | Ivan Dodig    | Dominic Inglot Daniel Nestor            | 5–7, 6–7(4–7)                  |
| Campeão   | 20. | 31 de Julho de 2016     | Toronto, Canadá                   | Duro       | Ivan Dodig    | Jamie Murray Bruno Soares               | 6–4, 6–4                       |
| Campeão   | 21. | 21 de Agosto de 2016    | Cincinnati, Estados Unidos        | Duro       | Ivan Dodig    | Jean-Julien Rojer Horia Tecău           | 7–6(7–5), 6–7(5–7), [10–5]     |
| Campeão   | 22. | 30 de Outubro de 2016   | Viena, Áustria                    | Duro       | Łukasz Kubot  | Olivier Marach Fabrice Martin           | 4–6, 6–3, [13–11]              |
| Finalista | 20. | 18 de Março de 2017     | Indian Wells, Estados Unidos      | Duro       | Łukasz Kubot  | Raven Klaasen Rajeev Ram                | 7–6 (7–1) , 4–6, [8–10]        |
| Campeão   | 23. | 1 de Abril de 2017      | Miami, Estados Unidos             | Duro       | Łukasz Kubot  | Nicholas Monroe Jack Sock               | 7–5, 6–3                       |
| Campeão   | 24. | 14 de Maio de 2017      | Madrid, Espanha                   | Saibro     | Łukasz Kubot  | Nicolas Mahut Édouard Roger-Vasselin    | 7–5, 6–3                       |
| Campeão   | 25. | 17 de Junho de 2017     | 's-Hertogenbosch, Holanda         | Grama      | Łukasz Kubot  | Raven Klaasen Rajeev Ram                | 6–3, 6–4                       |
| Campeão   | 26. | 25 de Junho de 2017     | Halle, Alemanha                   | Grama      | Łukasz Kubot  | Alexander Zverev Mischa Zverev          | 5–7, 6–3, [10–8]               |
| Campeão   | 27. | 15 de Julho de 2017     | Londres, Inglaterra               | Grama      | Łukasz Kubot  | Oliver Marach Mate Pavić                | 5–7, 7–5, 7–6(7–2), 3–6, 13–11 |
| Finalista | 21. | 6 de Agosto de 2017     | Washington, Estados Unidos        | Duro       | Łukasz Kubot  | Henri Kontinen John Peers               | 6-7(5-7), 4-6                  |
| Finalista | 22. | 15 de Outubro de 2017   | Xangai, China                     | Duro       | Łukasz Kubot  | Henri Kontinen John Peers               | 4-6, 2-6                       |